# Felix Orsini-Rosenberg (Architekt)
Felix Orsini-Rosenberg (* 16. August 1929 in Salzburg; † 15. Februar 2020) war ein österreichischer Architekt.

## Leben
Orsini-Rosenberg verbrachte als Sohn eines Botschafters seine Kindheit vor 1938 in Kairo, Ljubljana und Den Haag. Da sein Vater 1938 pensioniert wurde, lebte die Familie in Kärnten auf Schloss Damtschach. Im Ausland von Privatlehrern unterrichtet besuchte er in Kärnten eine Internatsschule und maturierte 1948 am Gymnasium in Villach.
Er studierte ab 1949 Architektur an der TU Wien, wo er Hans Puchhammer und Gunther Wawrik als Studenten kennenlernte. 1955 besuchte er die Internationalen Sommerakademie in Salzburg im Architekturseminar bei Hermann Baur und war 1956/1957 Mitarbeiter im Architekturbüro Baur in Basel. Dort lernte er Ernst Rudolf Hildebrand und Walter Maria Förderer kennen, und da Hildebrand den Wettbewerb zum Krankenhaus Klagenfurt gewann, gingen alle auch mit Hans Bischoffshausen zurück nach Kärnten.
1967 war er Mitbegründer vom Bildhauersymposion Krastal. 1969 war er Mitbegründer des Büro 21 in Klagenfurt mit Klaus Holler, Franz Dieter Jantsch, Franz Freytag, Wolfgang Rausch und Karl Murero.
Orsini-Rosenberg übernahm ab 1966 Aufgaben und Funktionen in der Österreichischen Gesellschaft für Architektur, er und Karl Hack wurden für Kärnten in den Vorstand kooptiert. 1975 übersiedelte er mit seiner Familie nach Wien und war ab 1976 Sekretär des Vorstandes der ÖGFA in Wien, er organisierte dort die Veranstaltungsreihe „Werkstatt-Gespräch“, die Berichte davon gelten als Vorläufer der ab 1979 erscheinenden Hefte UMBAU.
1985 kehrte er nach Kärnten ins Schloss Damtschach zurück. Von 2001 bis 2011 wirkte Orsini-Rosenberg im Vorstand des Katholischen Akademikerverbandes. Er wurde in Damtschach
bestattet.

## Arbeiten (Auswahl)
- 1966: Ausstellung „Neue städtische Wohnformen“ in St. Veit an der Glan
- 1968: Tagung „Kunst und Kirche“ in St. Georgen am Längsee

## Realisierungen
- 1972: mit Karl Hack: Seebad Loretto beim Schloss Maria-Loretto
- 1982/1985: Haus Seilern in Rettenegg bei Mürzzuschlag
- 1987/1993: mit Franz Freytag: Umbau der Pfarrkirche Klagenfurt-Welzenegg
- 1989: Neuordnung des Kircheninneren der Pfarrkirche St. Jakob im Rosental
- 2000/2001: mit Gert Ziegler: Dreieinigkeitskirche Gmünd in Kärnten
- 2002: Neuordnung des Kircheninneren der Pfarrkirche Krumpendorf
- Kriegerdenkmal Damtschach

## Auszeichnungen
- 1993: Kärntner Landesbaupreis, für Pfarrkirche Klagenfurt-Welzenegg
- 1998: Würdigungspreis des Landes Kärnten für Architektur
- 2015: Ehrenbürger der Alpen-Adria-Universität Klagenfurt, für die Planung zum Refugium

## Filme
- 2018: Caspar Pfaundler, Elise Feiersinger: Gespräch von Felix Orsini-Rosenberg mit Otto Kapfinger in Schloss Damtschach. Zweite Stiege, Stadt- und Architekturforschung.